# ASD Acireale Calcio
Die Associazione Sportiva Dilettantistica Acireale Calcio ist ein italienischer Fußballverein aus Acireale. Der Verein wurde 1946 gegründet und trägt seine Heimspiele im Stadio Tupparello aus, das Platz bietet für 8.000 Zuschauer. Acireale Calcio spielte bisher zwei Jahre in der Serie B und ist derzeit in der Serie D, der vierthöchsten Spielklasse in Italien, zu finden.

## Geschichte
Das heutige ASD Acireale Calcio wurde 1946 unter dem Namen Associazione Sportiva Acireale in der Stadt Acireale, mit heutzutage etwa 50.000 Einwohnern in der Metropolitanstadt Catania auf Sizilien gelegen, gegründet. Die Vereinsfarben wurden schon mit der Gründung auf das noch heute gültige rot und weiß festgelegt. Erster Trainer der Mannschaft wurde Luigi Bertolini, als Spieler Teil der italienischen Mannschaft, die bei der Fußball-Weltmeisterschaft 1934 im eigenen Land siegreich war. Unter Bertolini beendete der neu gegründete Verein seine erste Saison überhaupt auf dem siebten Platz der Girone C der Lega Interregionale Sud der Serie C. Insgesamt spielte die AS Acireale bis 1951 drittklassig, ehe einige Jahre des unterklassigen Fußballs folgten. Erst 1958 gelang die Rückkehr in die IV Serie, damals vierthöchste Spielklasse im italienischen Fußball. Mit der Umbenennung dieser Liga hin zur Serie D spielte die AS Acireale dort in der Folge bis 1969, ehe als Erster der Girone I vor Polisportiva Paternò die Rückkehr in die Drittklassigkeit gelang. Dort hielt man sich sechs Jahre lang, wobei die beste Platzierung in dieser Zeit Platz vier in der Girone C der Saison 1972/73 war. Nach dem Abstieg aus der Serie C 1976 etablierte sich die AS Acireale in der Fünftklassigkeit, wo man zwischen 1976 und 1989 ununterbrochen spielte.
Ab 1989 begann der überraschende Aufschwung der AS Acireale mit dem Aufstieg in die Serie C2. Dort konnte man sich sogleich im oberen Tabellendrittel etablieren und schaffte nach nur zwei Jahren den Sprung in die Serie C1. Unter Trainer Giuseppe Papadopulo gelang der AS Acireale in der Saison 1992/93 der überraschende Aufstieg in die Serie B, zum ersten Mal überhaupt in der Vereinsgeschichte. Erreicht wurde dies durch einen zweiten Platz in der Girone B der Serie C1, einzig hinter dem US Palermo. In der Serie B 1993/94 gelang der AS Acireale als Sechzehnter ebenso überraschend der Klassenerhalt. Nur das bessere Tordifferenz gegenüber dem SC Pisa rettete das Team um Walter Mazzarri und Arturo Di Napoli dabei vor dem direkten Wiederabstieg. Den Abgang von Trainer Papadopulo zur US Avellino im Sommer 1994 konnte Acireale jedoch nicht abfangen. Unter dem neuen Coach Fausto Silipo musste der Verein nach zwei Jahren Zugehörigkeit wieder aus der Serie B absteigen, nachdem man den Klassenerhalt um einen Punkt gegenüber der AS Lucchese Libertas verpasst hatte.
Für die AS Acireale sollten diese beiden Jahre die bis heute einzigen in der Serie B bleiben. In der Folgezeit pendelte der Verein zwischen dritter und vierter Liga, ehe er 2006 in Konkurs ging und als Società Sportiva Dilettantistica Acireale Calcio neu gegründet wurde. Nach dem Neustart in der Promozione Sicilia arbeitete sich Acireale langsam wieder nach oben und qualifizierte sich zur Saison 2010/11 wieder für die damals fünftklassige Serie D. Die finanziellen Probleme hielten jedoch an und der Verein musste 2014 erneut neu gegründet werden. Nun unter dem Namen Associazione Sportiva Dilettantistica Acireale Calcio agierend, spielt man seitdem in der Eccellenza Sicilia.

## Erfolge
- Aufstieg in die Serie B: 1× (1992/93)

## Bekannte Spieler
- Walter Mazzarri, Akteur unter anderem des FC Empoli, des FC Modena und von Pescara Calcio, 1992 bis 1994 zum Ende seiner Karriere hin bei Acireale Calcio in der Serie B
- Arturo Di Napoli, entstammt der Jugend von Acireale Calcio und spielte in der ersten Mannschaft von 1993 bis 1994, später unter anderem beim SSC Neapel, SSC Venedig und FC Messina
- Paolo Orlandoni, langjähriger Torhüter von Reggina Calcio, Piacenza Calcio und Inter Mailand, von 1997 bis 1998 als Torhüter für Acireale Calcio aktiv

## Bekannte Trainer
- Luigi Bertolini, italienischer Fußball-Weltmeister von 1934 und Akteur von US Alessandria und Juventus Turin, 1946 bis 1947 als erster Trainer überhaupt bei Acireale Calcio tätig
- Enrico Catuzzi
- Antonello Cuccureddu, Coach unter anderem des FC Crotone, von US Avellino und Delfino Pescara 1936, 1997 bis 1998 erste Trainerstation bei damaligen Drittligisten Acireale
- Walter Mazzarri, 2001 bis 2002 erste Trainerstation bei Acireale Calcio, später unter anderem bei Reggina Calcio, Sampdoria Genua und dem SSC Neapel erfolgreich
- Federico Munerati, italienischer Nationalspieler der 20er-Jahre und langjähriger Akteur von Juventus Turin, als Trainer von 1948 bis 1949 in Acireale tätig
- Giuseppe Papadopulo, von 1992 bis 1994 in Acireale tätig und Trainer des einzigen Aufstiegs in die Serie B, weiterhin unter anderem für Siena, Lazio Rom und Lecce tätig